# Postakutes Infektionssyndrom
Der Begriff postakutes Infektionssyndrom (PAIS), auch postinfektiöses Syndrom, umfasst eine Gruppe von oftmals schweren und chronischen Multisystemerkrankungen, die in den meisten Fällen als Folge von akuten Viruserkrankungen wie z. B. der echten Grippe (Influenza), COVID-19 (SARS-CoV-2) und dem Pfeifferschen Drüsenfieber (Epstein-Barr-Virus) entstehen, aber auch nach bakteriellen oder parasitären Infektionen auftreten können. 
Folgen akuter Virusinfektionen werden auch als postvirales Syndrom bezeichnet. International wird außerdem die Bezeichnung infection associated chronic conditions (IACC, englisch ‚infektionsassoziierte chronische Krankheitszustände‘) verwendet.

## Krankheitsbilder
Alle Arten von infektiösen Erregern werden mit postakuten Infektionssyndromen in Verbindung gebracht. Postakutes Infektionssyndrom ist keine alleinige Diagnose, sondern ein Oberbegriff für unterschiedliche Symptomenkomplexe und eigenständige Krankheiten.
Postakute Infektionssyndrome sind:
- Long COVID bzw. das Post-COVID-Syndrom infolge einer SARS-CoV-2-Infektion,
- das Post-Dengue-Fatigue-Syndrom infolge einer Dengue-Virus-Infektion,
- das Post-Ebola-Syndrom infolge einer Ebola-Infektion,
- das Post-Polio-Syndrom infolge einer Polio-Infektion,
- das Post-SARS-Syndrom infolge einer SARS-CoV-Infektion,
- das Q-Fieber-Fatigue-Syndrom infolge einer Coxiella-burnetii-Infektion,
- die chronische Lyme-Borreliose infolge einer Borrelien-Infektion trotz antibiotischer Behandlung oder
- die Myalgische Enzephalomyelitis / das Chronische Fatigue-Syndrom (ME/CFS),
- das posturale (orthostatische) Tachykardiesyndrom (POTS) und
- das Mastzellaktivierungssyndrom (MCAS) mit jeweils mehreren möglichen Auslösern.

Postakute Infektionssyndrome können auch nach einer Infektion mit dem Epstein-Barr-Virus, dem West-Nil-Virus, dem Ross-River-Virus, dem Coxsackie B-Virus, Influenzaviren, dem Varizella-Zoster-Virus, dem Chikungunya-Virus und Giardia lamblia auftreten.
Außerdem wird ein Zusammenhang zwischen unterschiedlichen Viren und der Fibromyalgie diskutiert. Weitere postinfektiöse Erkrankungen sind das Guillain-Barré-Syndrom, MIS-C (englisch Multisystem Inflammatory Syndrome in Children ‚Multisystemisches Entzündungssyndrom bei Kindern‘) und die subakute sklerosierende Panenzephalitis (SSPE). Gegenstand der Forschung ist außerdem die Rolle des Epstein-Barr-Virus bei Multipler Sklerose.

## Symptome
Die Symptome postakuter Infektionssyndrome unterscheiden sich, zeigen aber Überschneidungen bei der Manifestation in häufig langen Symptomlisten. Unterschiede äußern sich vor allem in der Häufigkeit der auftretenden Symptome. Als Gründe dafür werden Unterschiede bei Erregern und bisher meist ungeklärter Pathomechanismen diskutiert.
Die Hauptbeschwerden umfassen einen schlechten Allgemeinzustand mit post-exertioneller Malaise (Zustandsverschlechterung nach Belastung), Fatigue (eine starke Entkräftung) und Schlafstörungen.
Weitere Symptome sind Störungen der geistigen Leistungsfähigkeit (Brain Fog), Reizempfindlichkeit (z. B. gegenüber Licht und Geräuschen), Störungen des autonomen Nervensystems (z. B. orthostatische Beschwerden), Muskel- oder Gelenkschmerzen und grippeähnliche bzw. infektartige Symptome. Außerdem werden neben psychiatrischen Symptomen auch weitere unspezifische neurologische und immunologische Symptome beschrieben.
Auslöserspezifische Symptome sind z. B. Augenprobleme nach Ebola, das Reizdarmsyndrom nach Giardia, Geruchs- und Geschmacksverlust nach COVID-19 sowie motorische Störung nach Polio und dem West-Nil-Fieber.

## Pathophysiologie
Die Mechanismen, die zur Entstehung und Entwicklung postakuter Infektionssyndrome führen, sind nicht abschließend geklärt. Diskutiert werden vor allem das Verbleiben von Viren oder Virusteilen in unterschiedlichen Geweben, Entzündungsprozesse, Autoimmunität und eine Reaktivierung bereits im Körper befindlicher Viren (z. B. Herpesviren). Diese Prozesse können zu Durchblutungsstörungen (unter anderem eine endotheliale Fehlfunktion und Blutgerinnungsstörungen), Fehlfunktionen der Mitochondrien, Störungen des Immunsystems und des autonomen Nervensystems, einer Entzündung des Nervengewebes (Neuroinflammation) und Stoffwechselstörungen sowie einer direkten Gewebeschädigung führen. Die Mechanismen können einzeln stattfinden oder in Kombination auftreten und in unterschiedlicher Intensität ausgeprägt sein. Es ist weitere Forschung notwendig, um die Gemeinsamkeiten und Unterschiede der Entstehungsmechanismen der verschiedenen postakuten Infektionssyndrome zu verstehen.

## Auftreten / Epidemiologie
Prävalenz und Prognose bei postakuten Infektionssyndromen sind schlecht erfasst. In der Forschung wird auf eine Datenlücke hingewiesen. Es gibt Hinweise darauf, dass Prävalenz und Prognose von verschiedenen Faktoren wie beispielsweise dem auslösenden Erreger oder einer möglichen Immunisierung durch eine Impfung abhängig sind. Es werden vorübergehende und chronische (über Jahre andauernde oder dauerhafte) Verläufe beobachtet.
Postakute Infektionssyndrome werden nach schweren Krankheitsverläufen häufiger beschrieben, treten aber auch regelmäßig nach milden oder asymptomatischen Verläufen auf. Frauen sind häufiger betroffen als Männer.

## Gesellschaftliche Aspekte

### Wahrnehmung in der Medizin
Akute Infektionskrankheiten werden überwiegend mit vollständiger Genesung oder dem Tod in Verbindung gebracht. Obwohl chronische Komplikationen von Infektionen seit langer Zeit bekannt sind, haben sie bisher wenig Aufmerksamkeit erfahren. Aufgrund der COVID-19-Pandemie und der Feststellung, dass ein Teil der SARS-CoV-2-Infizierten Langzeitfolgen in Form von Long COVID bzw. dem Post-COVID-Syndrom entwickelt hat, sind postakute Infektionssyndrome weiter in das Interesse gerückt. Postakute Infektionssyndrome werden in medizinischer Aus- und Weiterbildung nur selten berücksichtigt und oft nicht diagnostiziert oder als psychische oder psychosomatische Erkrankungen missverstanden. Weitere Forschung wird als Notwendigkeit für ein besseres Verständnis der Pathomechanismen und die Entwicklung von Behandlungsmöglichkeiten, aber auch als Vorbereitung auf zukünftige infektionsbedingte Krankheiten angesehen.

### Infektionsschutz
Im Zusammenhang mit dem zunehmenden Bewusstsein für chronische Folgen von Infektionskrankheiten wird auch die Bedeutung des Schutzes vor Infektionen wissenschaftlich diskutiert. Aufgrund fehlender Heilungsmöglichkeiten ist die Vermeidung von Infektionen und Reinfektionen wichtig. Die Möglichkeiten dazu sind teilweise von sozioökonomischen Bedingungen abhängig. Maßnahmen des öffentlichen Gesundheitsschutzes (Public Health) wie z. B. eine Infrastruktur für bessere Luftqualität in Innenräumen, Zugang zu Impfstoffen und gesellschaftliche Aufklärung werden von Fachleuten als notwendig erachtet.